# DOCUMENTARY of AKB48
DOCUMENTARY of AKB48（ドキュメンタリー・オブ・エーケービーフォーティーエイト）は、NHKエンタープライズ等の製作により、東宝系で公開されている日本のドキュメンタリー映画シリーズである。
アイドルグループ・AKB48の舞台裏密着映像やメンバーへのインタビュー映像などで構成される。

## 作品一覧
| # | タイトル                                                                           | 監督     | 公開          |
| - | ---------------------------------------------------------------------------------- | -------- | ------------- |
| 1 | DOCUMENTARY of AKB48 to be continued 10年後、少女たちは今の自分に何を思うのだろう? | 寒竹ゆり | 2011年1月22日 |
| 2 | DOCUMENTARY of AKB48 Show must go on 少女たちは傷つきながら、夢を見る              | 高橋栄樹 | 2012年1月27日 |
| 3 | DOCUMENTARY of AKB48 NO FLOWER WITHOUT RAIN 少女たちは涙の後に何を見る?            | 高橋栄樹 | 2013年2月1日  |
| 4 | DOCUMENTARY of AKB48 The time has come 少女たちは、今、その背中に何を想う?         | 高橋栄樹 | 2014年7月4日  |
| 5 | 存在する理由 DOCUMENTARY of AKB48                                                  | 石原真   | 2016年7月8日  |

### テレビ版
- DOCUMENTARY of AKB48 1ミリ先の未来（2011年1月9日、NHK総合）[3]
- DOCUMENTARY of AKB48 AKB48+1（2012年1月24日、NHK総合）[4]
- Documentary of AKB48 AKB48+1+10[注 1]（2013年2月1日、NHK総合）[5]
- Documentary of AKB48 AtoZ 2014（2014年7月5日・7月12日、NHK BSプレミアム） - 『AKB48 SHOW!』の企画として放送[6]

関連番組
- AKB48 AtoZ 2016（2016年10月21日、NHK BSプレミアム）[7]